# Lemna minor
Petite lentille d'eau
Espèce
Synonymes
- Hydrophace minor (L.) Bubani, 1902
- Lenticula minima Kurz, 1867
- Lenticula minor (L.) Scop.
- Lenticula vulgaris Delarbre, 1800
- Lenticularia monorhiza Friche-Joset & Montandon

Statut de conservation UICN

 LC  : Préoccupation mineure
Lemna minor, la petite lentille d’eau, est une espèce de lentilles d’eau, végétal de la famille des Araceae et de la sous-famille des Lemnoideae (autrefois, famille des Lemnaceae). C'est l'une des espèces les plus courantes et cosmopolites de lentille d'eau, qui se reproduit très rapidement quand l'ensoleillement (espèce dont le développement est optimal en pleine lumière) et la température lui conviennent. Dans certains contextes, elle présente un fort potentiel pour l'épuration de l'eau et comme engrais organique,, ou comme nourriture, mais elle peut aussi rapidement fortement bioconcentrer certains polluants non biodégradables et les transférer dans d'autres compartiments de l'environnement.

## Description

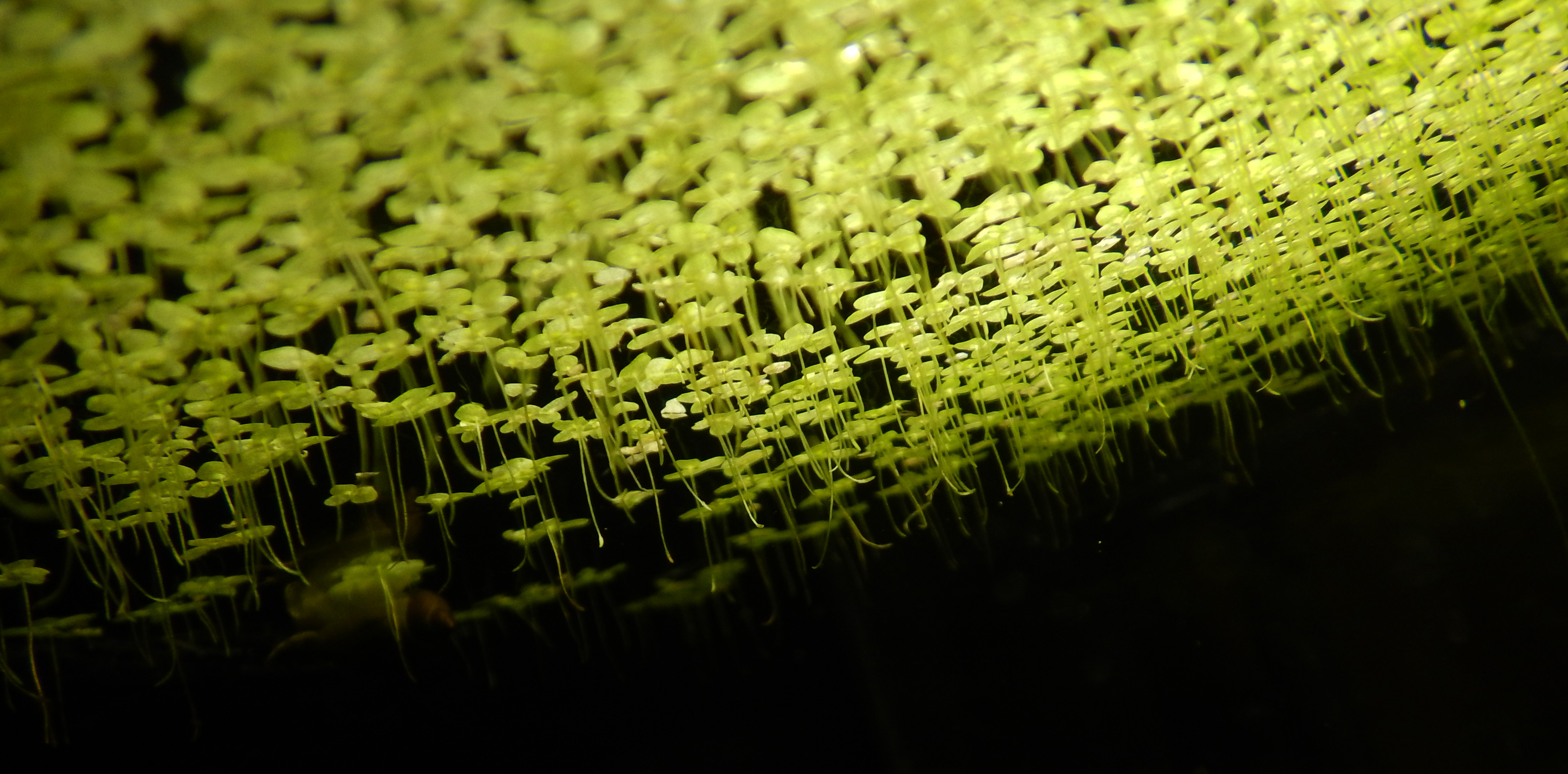
En cas de pullulation, les tapis flottants et parfois denses de Lemna minor tamisent la lumière voire empêchent parfois tout à fait sa pénétration sous l'eau.

C'est une plante flottante de petite taille, maintenue en surface par une réserve d'air interne qui la fait flotter. 
Ses feuilles ovales mesurent de 1 à 8 mm de long et de 0,6 à 5 mm de large. 
Elles sont vert clair sur la face supérieure, et plus foncées sur la face inférieure[réf. nécessaire]. 
La face inférieure est plate ou très légèrement ondulée. Chaque feuille mature porte une racine unique et centrale (longue de 1 à 2 cm en général) ; cette racine, blanche à verdâtre, descend presque toujours verticalement dans l'eau, en se recourbant parfois dans sa partie terminale où elle prend une forme de palette absorbante. 
Les feuilles comportent 3 à 5 nervures, difficilement visibles à l'œil nu. 
Sur chaque individu, de petites feuilles bourgeonnent et finissent par se séparer pour donner une nouvelle plante. Ce mode de reproduction, asexué, est largement dominant.  
Les fleurs n'apparaissent que très rarement ; elles mesurent environ 1 mm de diamètre, elles forment une coupelle membraneuse abritant un unique ovule et deux étamines. La graine est de 1 mm de long, côtelé et caractérisée par 8-15 côtes,,.
En zone fraiche et tempérée, quand la température de l'eau chute sous 6 à 7 °C, la lentille produit des granules d'amidon qui sont stockés dans un organe dit « turion ». La plante meurt et le turion coule dans l'eau où il passera l'hiver. Au printemps ou en début d'été, une plantule se forme qui va croitre et flotter en surface et le cycle saisonnier reprend.
L. minor (indigène en Europe) est facilement confondue avec d'autres espèces proches : 
- Lemna minuta ; mais L. minor en diffère par une forme non elliptique, une asymétrie, deux nervures secondaires supplémentaires, une carène nettement moins développée qui lui confère une forme arrondie, une taille comprise entre 2 et 5 mm (voire 8 mm), un faible amincissement sur les bords et une coloration rougeâtre occasionnelle avant et après l’hiver. L. minor est en outre souvent groupée par 2 ou 3 individus[9].

- Lemna turionifera (espèce invasive), qui a, elle, un turion vert olive et présente une coloration rouge permanente à cause de ses anthocyanes[10].

## Aire de répartition
Lemna minor est une espèce à distribution subcosmopolite (c'est-à-dire potentiellement présente presque partout, tant que les eaux sont lentes ou stagnantes), considérée comme autochtone dans la plupart des pays de l'Afrique, de l'Asie, d'Europe et en Amérique du Nord. Cette espèce est absente des climats arctiques et subarctiques et en haute montagne. Elle a été introduite en Australasie et en Amérique du Sud où elle s'est naturalisée,.

## Habitat

### Mares et eaux stagnantes
Lemna minor colonise facilement les eaux douces à fort taux de nitrates, riches en matières organiques et bien éclairées. Sa croissance est optimale à un pH compris entre 6,5 et 7,5 (bien qu'elle supporte des eaux dont le pH est compris entre 5 et 9). Les températures doivent être comprises entre 6 et 33 °C. 
Une prolifération excessive peut la rendre gênante pour le bon développement des plantes aquatiques enracinées (qui sont alors privées de lumière). 
D'autres espèces, en aquarium, peuvent apprécier la lumière tamisée et diffuse sous une couverture de lentilles d'eau. 
Enfin, certains animaux (porc) et poissons tropicaux l'apprécient ou peuvent la consommer comme nourriture végétale. 
Lemna minor ne fleurit pas en aquarium sans doute à cause d'une luminosité insuffisante mais ceci ne l'empêche pas de proliférer par une multiplication végétative.[réf. nécessaire]

### Nuisances dues à l’invasion
Sur la biodiversité : la prolifération, très rapide dans de bonnes conditions (doublement de la population en 3 à 15 jours)[réf. nécessaire] des lentilles d’eau aboutit à la formation de tapis (parfois sur plusieurs centimètres d’épaisseur) à la surface de l’eau, ce qui empêche la pénétration de la lumière et les échanges gazeux entre l’air et l’eau. Cela peut occasionner une asphyxie du milieu, entraînant ainsi la disparition de la flore et de la faune aquatiques et une accumulation rapide de matière organique qui ne peut être dégradée sans dioxygène.
Pour l’homme : les tapis peuvent constituer une gêne physique pour des activités (navigation, baignade, pêche) et sont parfois perçus par les riverains comme une pollution visuelle.

### Bioindication
L'invasion d'un plan d'eau ou cours d'eau lent par cette espèce peut indiquer une situation naturelle ou anthropique d'eutrophisation. 
Les lentilles d'eau peuvent être tuées par certains désherbants, mais présentent une certaine tolérance à des ions écotoxiques pour les espèces animales (ex : nickel, plomb, cuivre, chrome) en solution. À certaines conditions,, et notamment si elles sont exportées (autrement qu'en tas déposés près de l'eau, ce qui conduirait à la recontaminer) elles  peuvent contribuer à l'épuration de l'eau par des molécules non biodégradables. Elle peut aussi contribuer à diminuer certaines pollutions azotées et organiques ou liées au phosphore. Pour ces raisons elles sont parfois utilisées comme plante épuratrice dans certains lagunages naturels, avec des avantages (système peu couteux en région chaude si l'eau est disponible) et limites (saisonnalité, c'est-à-dire pas de croissance en saison froide, mais peut être cultivée sous serre).

## Usages

### Aquariophilie
Certaines espèces sont utilisées en aquariophilie pour épurer l'eau et/ou créer des zones moins éclairées. On associe souvent dans les aquariums la petite lentille d'eau Lemna minor avec d'autres espèces flottantes comme la laitue d'eau pistie, l'azolle et la salvinie. 

### Espèce-modèle en laboratoire, et intéressant les biotechnologies
Très facile a cultiver, collecter et manipuler en aquarium ou écotrons, et en tant qu'organisme photosynthétiques vivant sur l'écotone air/eau L. minor est utilisée en laboratoire comme espèce-modèle. 
Au début des années 2000, dans le secteur des biotechnologies, on envisage de l'utiliser pour produire des protéines d'intérêt commercial, ; une souche OGM de L. Minor a été créée pour étudier des anticorps monoclonaux humains (mAbs) ou produire des protéines d'intérêt thérapeutique a priori « exemptes d'agents zoonotiques ».
L'espèce présente un grand intérêt pour étudier les effets de polluants aquatiques. À titre d'exemple, Francesco Pomati & al. (2004) ont exposé cette plante à des eaux plus ou moins contaminées par trois résidus pharmaceutiquement actifs de plus en plus trouvés dans les eaux de surface, d'origine vétérinaire ou humaines, issus d'urines et/ou excréments via le rejets d'eaux usées. Les lentilles et une cyanobactérie (Synechocystis sp.) ont été exposées à des doses de 1 à 1 000 μg/L d'érythromycine, de tétracycline et d'ibuprofène. Leurs effets sur la croissance de la plante et de la cyanobactérie ont été marqués : à 1 mg/L d'érythromycine, la croissance de Synechocystis et de Lemna diminuait (−70 et −20 %, respectivement) ; alors que la tétracycline inhibait (−20 à 22 %) Synechocystis à des doses intermédiaires, mais favorisait la croissance de Lemna (+26 % à 10 μg/L) à ces doses, tout en inhibant la taille des frondes de la plante à 1 mg/L. L'ibuprofène, lui, stimulait Synechocystis à toutes les doses testées (ex : +72 % à 10 μg/L) alors qu'il inhibait Lemna minor (de manière dose-dépendante et linéaire ; ex : −25 % à 1 mg/L). Ces 3 molécules (surtout l'érythromycine et la tétracycline) ont induit la production d'une hormone de stress (acide abscissique ou ABA), chez Lemna minor.

### Usages alimentaires
Cette espèce était autrefois consommée par certains porcs. Diverses espèces proches ont été étudiées comme source de nourriture pour la pisciculture, pour l'élevage du Tilapia (sarotherodon niloticus) notamment,. 
Elle a été consommée par l'Homme, comme légume, par exemple cuite à la poêle, prenant alors selon l'ethnobotaniste François Couplan une saveur agréable.  
En Pologne, jusqu’au début des années 1900, des lentilles (L. gibba et L. minor) étaient cuites avec du beurre et servies avec de la crème ou des œufs. 
Elles sont alors à récolter sur des eaux très propres, car ainsi que d'autres plantes flottantes et aquatiques (dont la petite fougère flottante Azolla), elles peuvent bioaccumuler de nombreux polluants, au point qu'on peut les utiliser pour dépolluer certains milieux de métaux lourds et métalloïdes toxiques et écotoxiques,,,.